# Лош ден в Блек Рок
„Лош ден в Блек Рок“ (на английски: Bad Day at Black Rock) е американски пълнометражен игрален филм трилър от 1955 година, режисиран от Джон Стърджис. В лентата участват актьорите Спенсър Трейси и Робърт Райън.

## Сюжет
Еднорък странник пристига в малко запустяло градче. Този град обаче пази една отвратителна тайна, която гражданите му искат да запазят колкото и скъпо да струва това...

## В ролите
| Изпълнител      | Роля              |
| --------------- | ----------------- |
| Спенсър Трейси  | Джон Дж. Макрийди |
| Робърт Райън    | Рино Смит         |
| Ан Франсис      | Лиз Уирт          |
| Уолтър Бренан   | док Вили          |
| Лий Марвин      | Хектор Дейвид     |
| Ърнест Боргнайн | Коули Тримбъл     |
| Дийн Джагър     | шериф Тим Хорн    |
| Джон Ериксън    | Пит Уирт          |
| Ръсел Колинс    | Г-н Хейстингс     |
| Уолтър Санде    | Сам               |